# Benson (Utah)
Benson és una concentració de població designada pel cens dels Estats Units a l'estat de Utah. Segons el cens del 2000 tenia 1.451 habitants.

## Demografia
Segons el cens del 2000, Benson tenia 1.451 habitants, 415 habitatges, i 351 famílies. La densitat de població era de 18,1 habitants per km².
Dels 415 habitatges en un 49,2% hi vivien nens de menys de 18 anys, en un 78,1% hi vivien parelles casades, en un 4,1% dones solteres, i en un 15,4% no eren unitats familiars. En el 13,5% dels habitatges hi vivien persones soles el 7,5% de les quals corresponia a persones de 65 anys o més que vivien soles. El nombre mitjà de persones vivint en cada habitatge era de 3,5 i el nombre mitjà de persones que vivien en cada família era de 3,89.
Per edats la població es repartia de la següent manera: un 37,6% tenia menys de 18 anys, un 11,3% entre 18 i 24, un 25,9% entre 25 i 44, un 16,4% de 45 a 60 i un 8,8% 65 anys o més.
L'edat mediana era de 26 anys. Per cada 100 dones de 18 o més anys hi havia 105 homes.
La renda mediana per habitatge era de 41.369 $ i la renda mediana per família de 47.895 $. Els homes tenien una renda mediana de 32.500 $ mentre que les dones 19.028 $. La renda per capita de la població era de 13.389 $. Entorn del 7,4% de les famílies i l'11,3% de la població estaven per davall del llindar de pobresa.

## Poblacions més properes
El següent diagrama mostra les poblacions més properes.